# Submerge (film)
Pour les articles homonymes, voir Submerge.
Ne pas confondre avec le film Submerged d'Anthony Hickox.
Pour plus de détails, voir Fiche technique et Distribution.
Submerge est un film de 2013 réalisé par Sophie O'Connor. 

## Fiche technique
- Titre : Submerge
- Réalisation : Sophie O'Connor
- Scénario : Kat Holmes, Sophie O'Connor
- Producteur : Kat Holmes
- Musique :
- Pays d'origine :  Australie
- Genre : Drame, romance saphique
- Durée : 91 minutes (1 h 31)
- Date de sortie : 27 juin 2013  États-Unis

## Distribution
- Lily Hall : Jordan
- Christina Hallett : Angie
- Kevin Dee : Lucas
- Georgia Bolton : Delilah
- Andrew Curry : Cameron
- Kath Gordon : Elizabeth

## Lieux de tournage
Melbourne Sports and Aquatic Centre (en), Melbourne, État de Victoria, Australie.